# Douelle
Douelle ist eine französische Gemeinde mit 834 Einwohnern (Stand 1. Januar 2022) im Département Lot in der Region Okzitanien (vor 2016: Midi-Pyrénées). Die Gemeinde gehört zum Arrondissement Cahors und zum Kanton Luzech.
Mehrere Theorien versuchen, den Ursprung des Namens der Gemeinde zu erklären. Er könnte sich gemäß Cassagne aus dem französischen Wort doit (deutsch Soll) stammen, das eine Ableitung des lateinischen ductus (deutsch Führung) ist oder aber vom provenzalischen Wort doela (deutsch Graben). Andere Theorien von Toponymisten sehen die Wurzel im spätlateinischen doga (deutsch Wasserleitung) oder im languedokischen dogo (deutsch Höhlung, Leitung), ein Hinweis auf den Fluss, der das Gebiet der Gemeinde durchquert. Andere Vermutungen machen aus Douelle eine Ableitung des lateinischen Wortes doela (deutsch tiefe Schlucht) oder dem okzitanischen dougelle, einem Diminutiv von dogo (deutsch Hohlraum). Schließlich gab es unter Etymologen des 19. Jahrhunderts die Ansicht, dass der Name von den douelles (deutsch Dauben) aus Rouergue stammt.
Die Einwohner werden Douelliens und Douelliennes genannt.

## Geographie
Douelle liegt circa acht Kilometer nordwestlich von Cahors in dessen Einzugsbereich (Aire urbaine) in der historischen Provinz Quercy.
Umgeben wird Douelle von den fünf Nachbargemeinden:
|                          | Caillac                                     | Mercuès  |
| Parnac                   | Kompassrose, die auf Nachbargemeinden zeigt | Pradines |
| Saint-Vincent-Rive-d’Olt |                                             |          |

Douelle liegt im Einzugsgebiet des Flusses Garonne beiderseits des Lot. Zwei seiner Nebenflüsse, der Ruisseau de Rouby und der Ruisseau d’Auronne münden bei Douelle in den Lot.

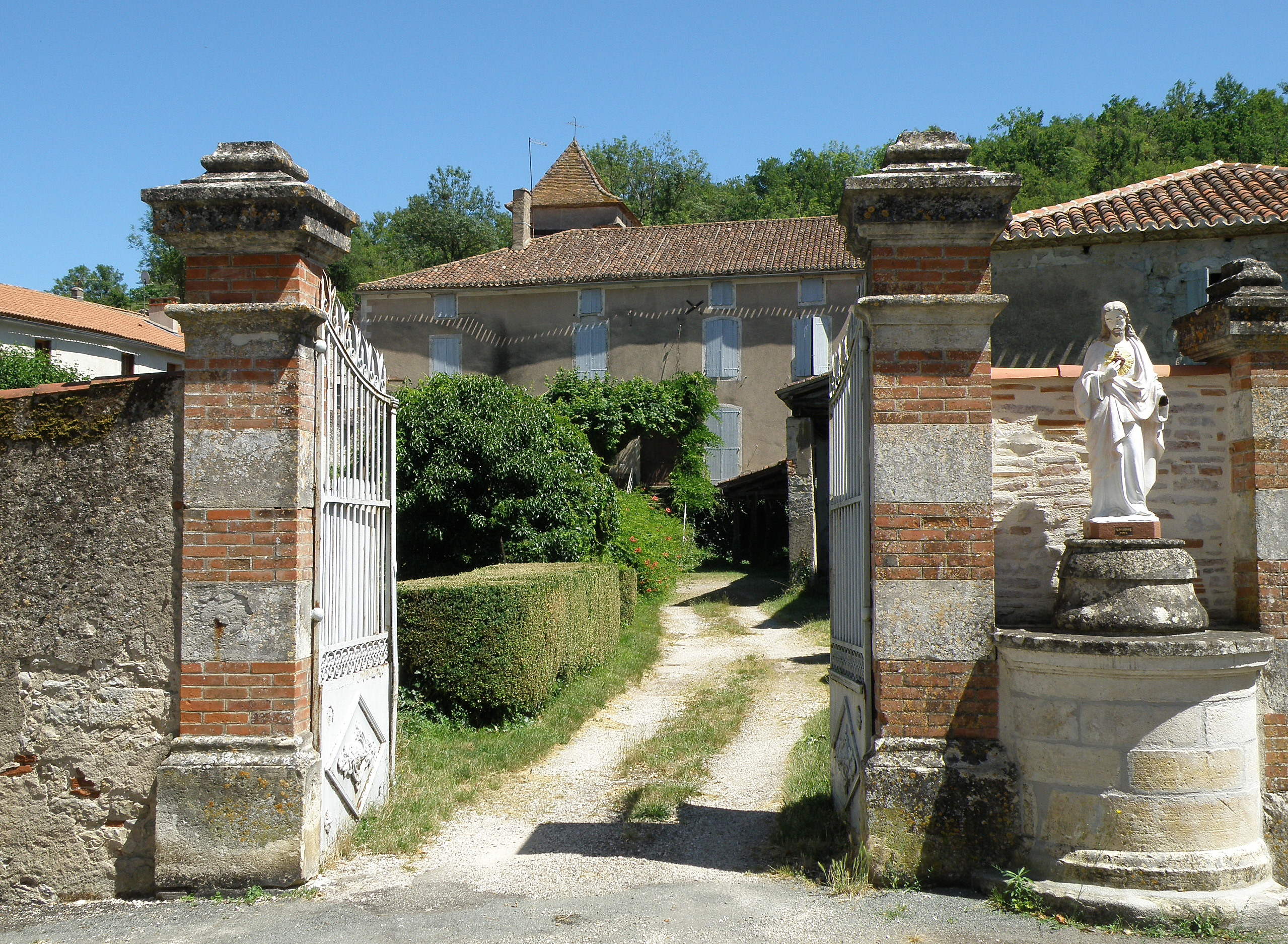
Haus im Zentrum von Douelle

## Geschichte
Zwischen 1790 und 1794 wurde die Gemeinde Cessac eingegliedert.
Zwischen 1869 und 1971 hatte die Gemeinde einen Bahnhof an der Bahnstrecke Monsempron-Libos–Cahors.

## Einwohnerentwicklung
Nach Beginn der Aufzeichnungen stieg die Einwohnerzahl bis zur zweiten Hälfte des 19. Jahrhunderts auf einen Höchststand von rund 1255. In der Folgezeit sank die Größe der Gemeinde bei kurzen Erholungsphasen bis nach dem Zweiten Weltkrieg  auf rund 535 Einwohner, bevor sich eine Wachstumsphase einstellte, die heute noch anhält.
| Jahr      | 1962 | 1968 | 1975 | 1982 | 1990 | 1999 | 2006 | 2011 | 2022 |
| --------- | ---- | ---- | ---- | ---- | ---- | ---- | ---- | ---- | ---- |
| Einwohner | 638  | 673  | 648  | 641  | 693  | 738  | 739  | 832  | 834  |

## Sehenswürdigkeiten

### PfarrkircheNotre-Dame-de-l’Assomption

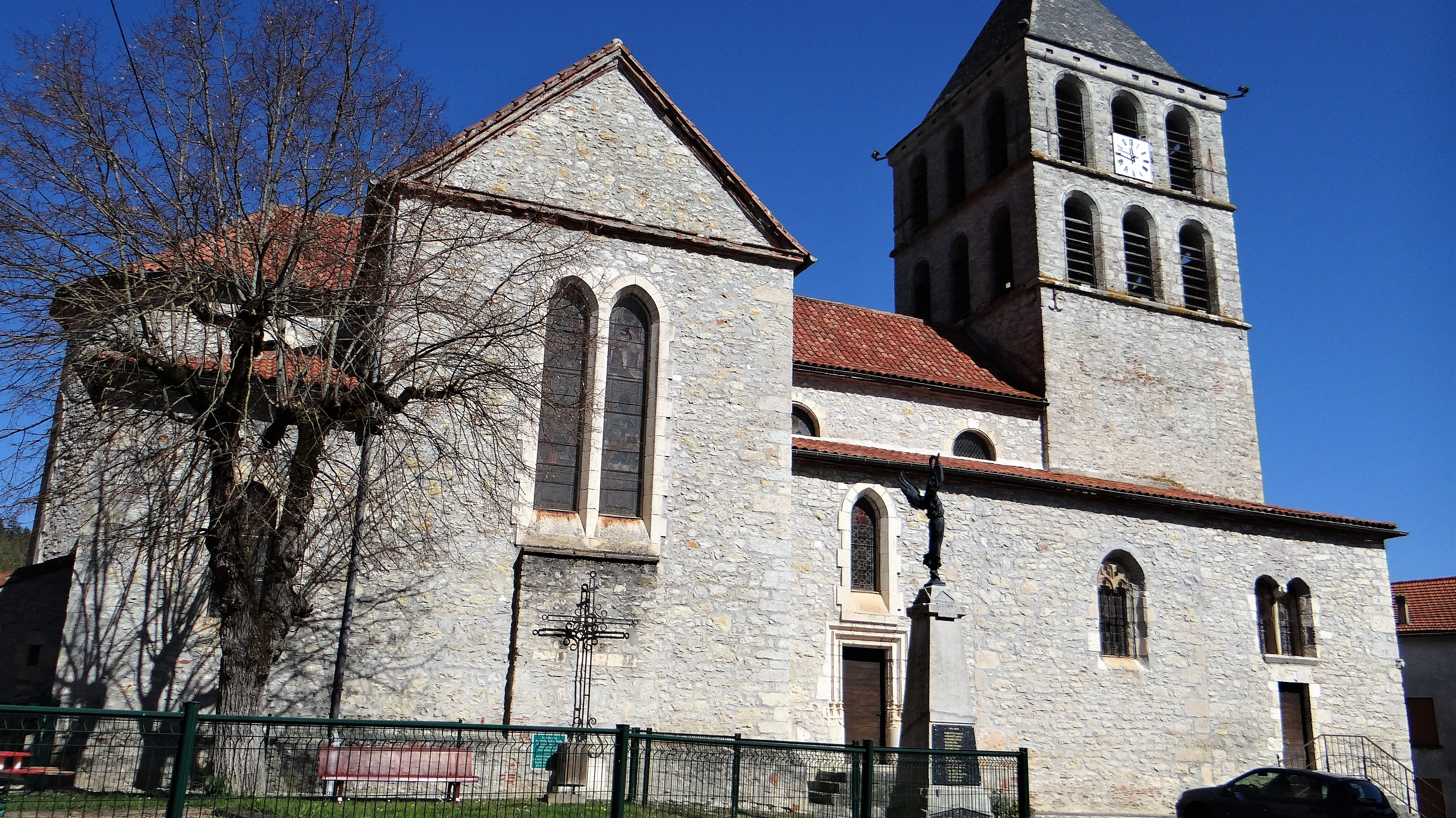
Pfarrkirche Notre-Dame-de-l’Assomption

Die Pfarrgemeinde besaß lange Zeit keine Kirche, bevor die Bewohner eine erbauen ließen, kurz vor der Einreichung einer Supplik an den Papst im Jahre 1487, der ihnen erlaubte, die Messen an Sonn- und Feiertagen zu feiern und die Sakramente zu spenden. Die Gemeinde blieb jedoch Zweiggemeinde von Caillac. Das einfache Gebäude besaß zwei Seitenkapellen, die sich zum Langhaus über große Arkaden öffneten. Sie wurde vermutlich wenig später nach Westen hin verlängert. Im Jahre 1848 wurde die Ostung zugunsten einer Orientierung in Nord-Süd-Richtung aufgegeben. Das frühere Langhaus wurde nach Westen hin verlängert durch das Anfügen eines Querschiffs und eines neuen Chors. Ein Glockenturm wurde auf das erste Joch des Langhauses, dem früheren Chor gesetzt. Die Seitenkapellen blieben am Eingang der beiden Seitenschiffe des Langhauses. Die drei Kirchenschiffe sind bis auf das erste Joch mit einem modernen Kreuzgratgewölbe versehen, die restlichen Räume mit einem Kreuzrippengewölbe. Ein Maßwerkfenster im Flamboyant-Stil und ein mit Stabornamentik verzierter Eingang aus dem Ende des 15. Jahrhunderts konnte in der Südfassade bewahrt werden ebenso wie ein Nischengrab, das heute eine Pietà birgt. Der größte Teil der Gemälde stammt aus dem Kapuzinerkloster in Cahors.
Eine große Zahl von Ausstattungsgegenständen aus dem 17. bis 19. Jahrhundert sind als Monument historique der beweglichen Güter eingeschrieben.

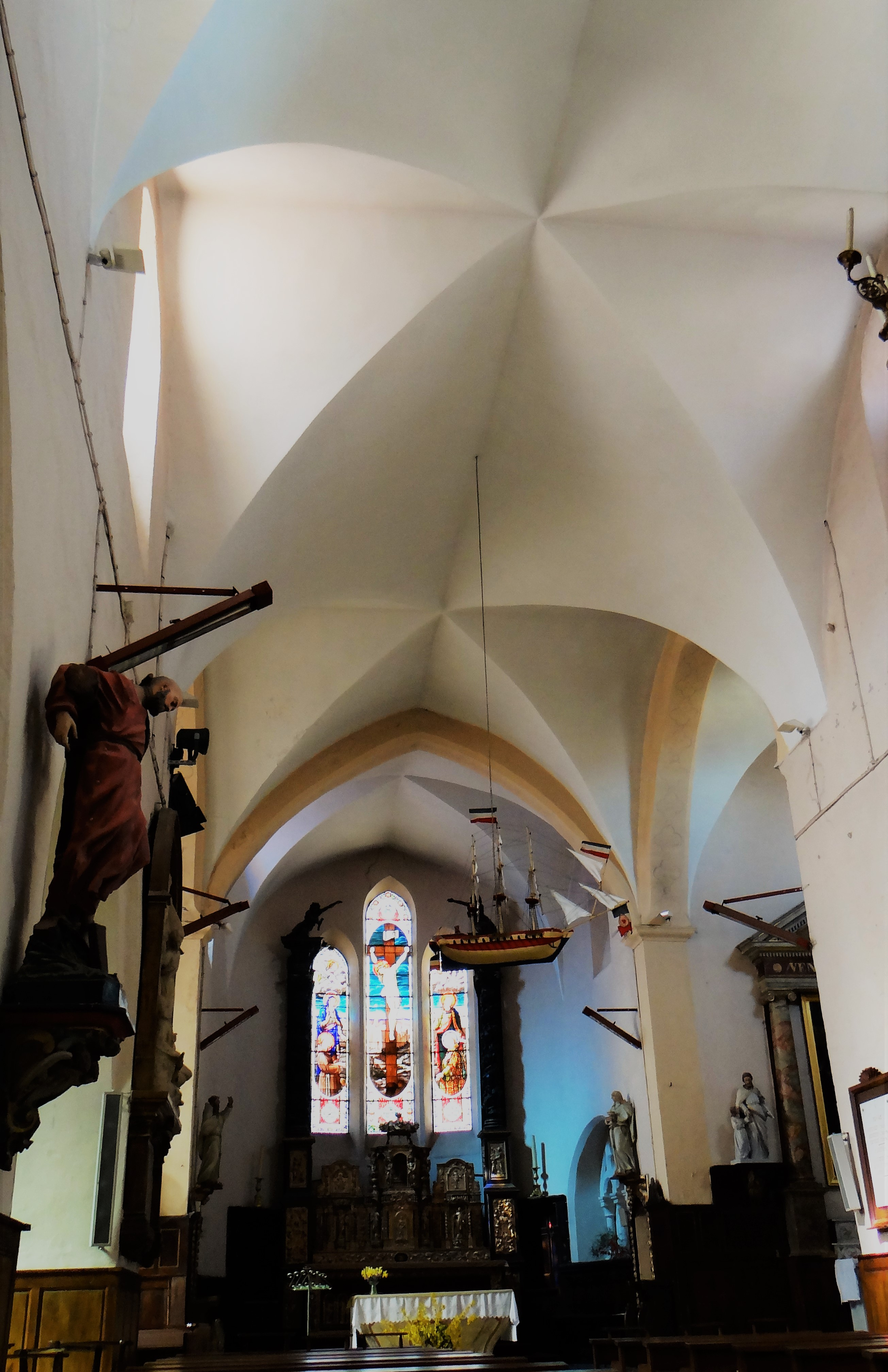
Blick auf den Chor
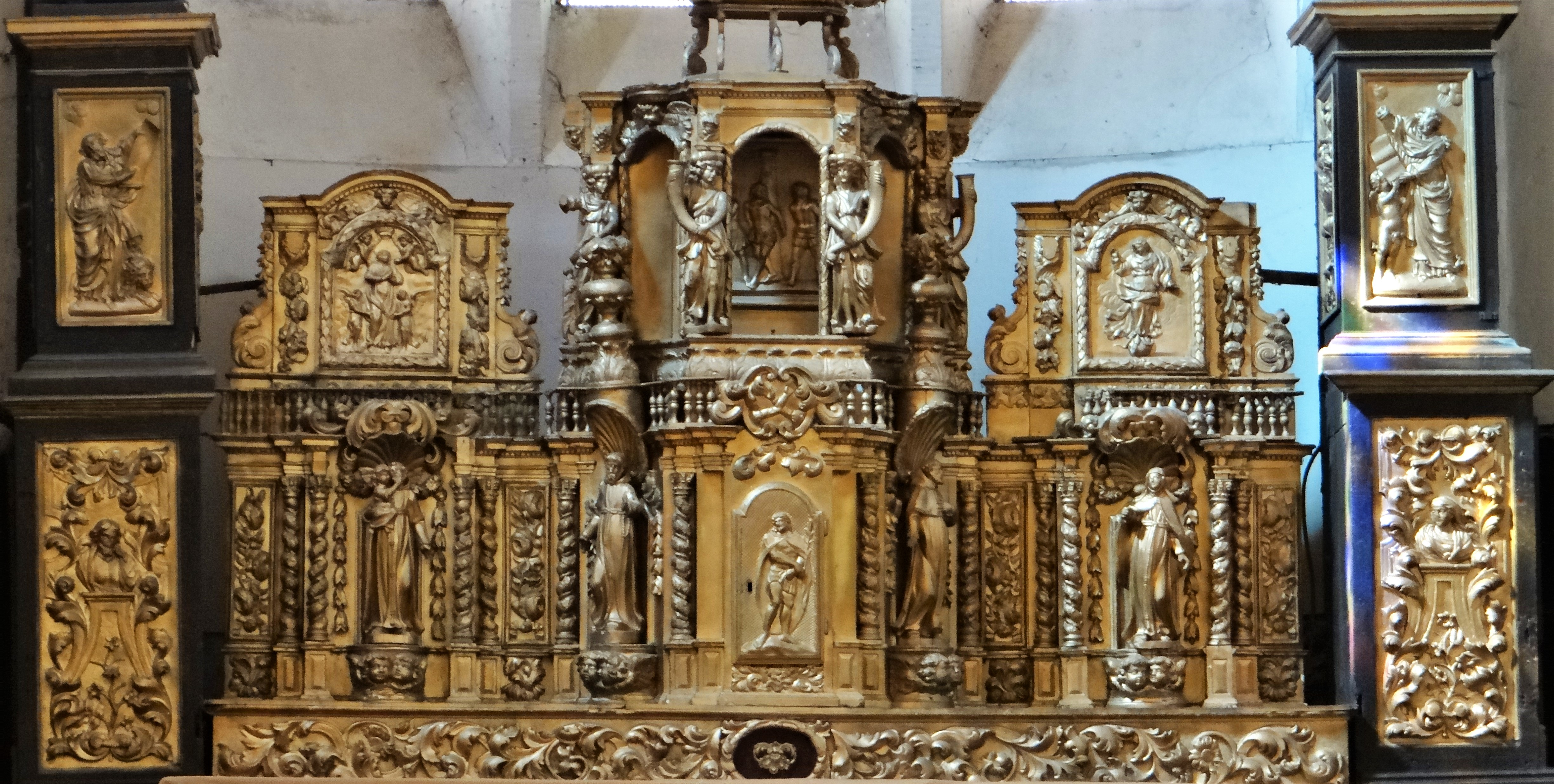
Retabel
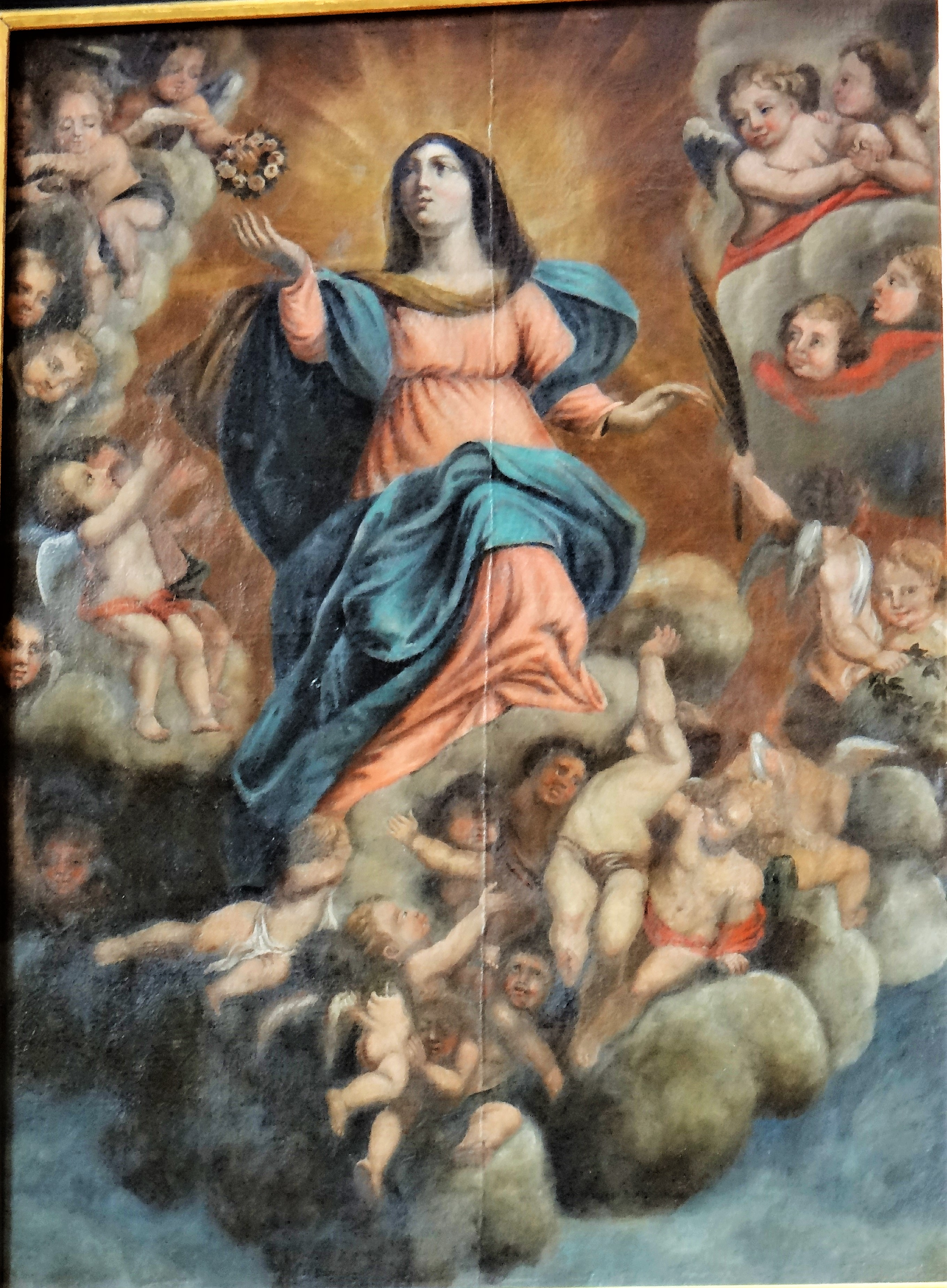
Ölgemälde aus dem 18. Jahrhundert mit der Darstellung Mariä Himmelfahrt
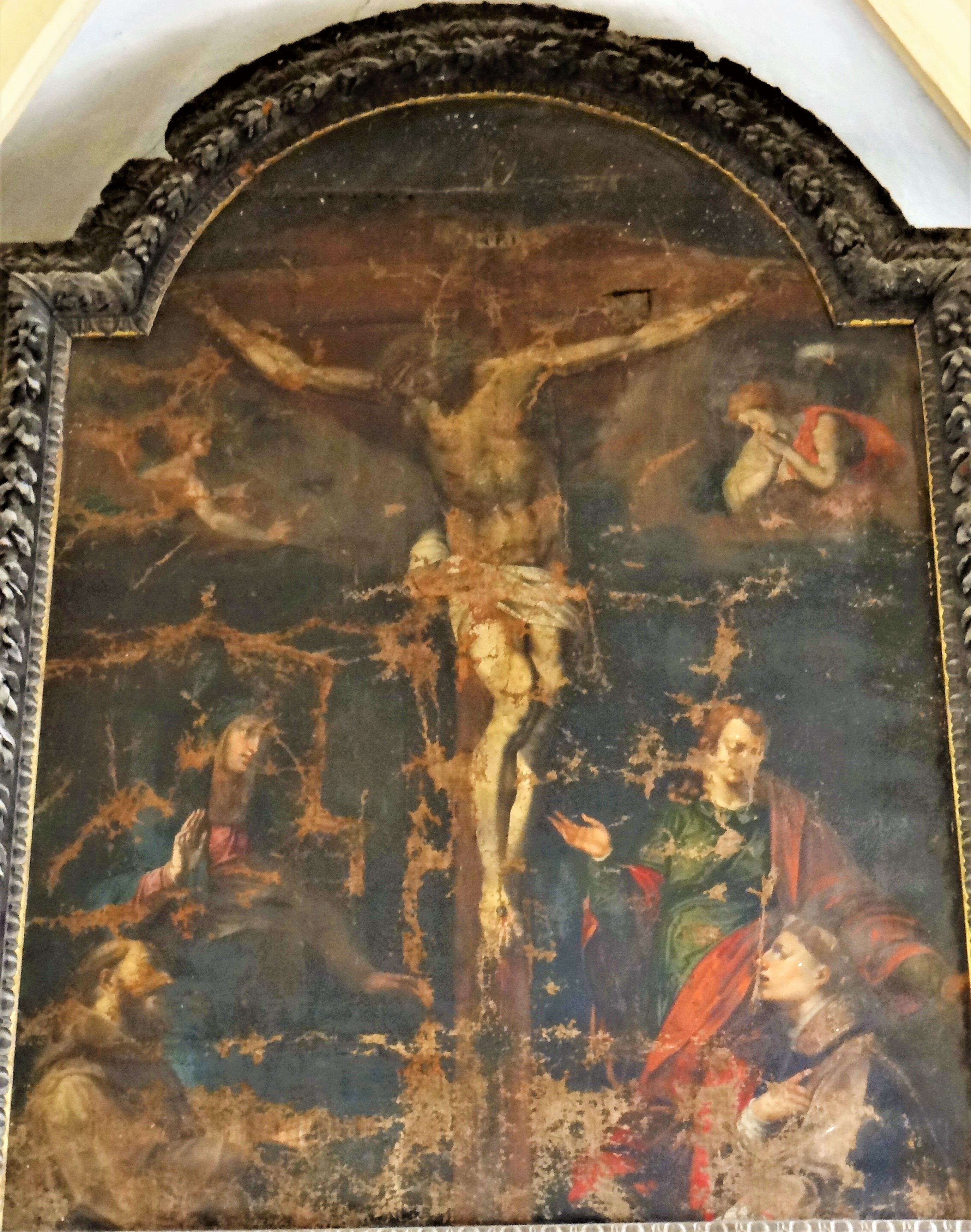
Ölgemälde aus dem 17. Jahrhundert mit der Kreuzigungsszene
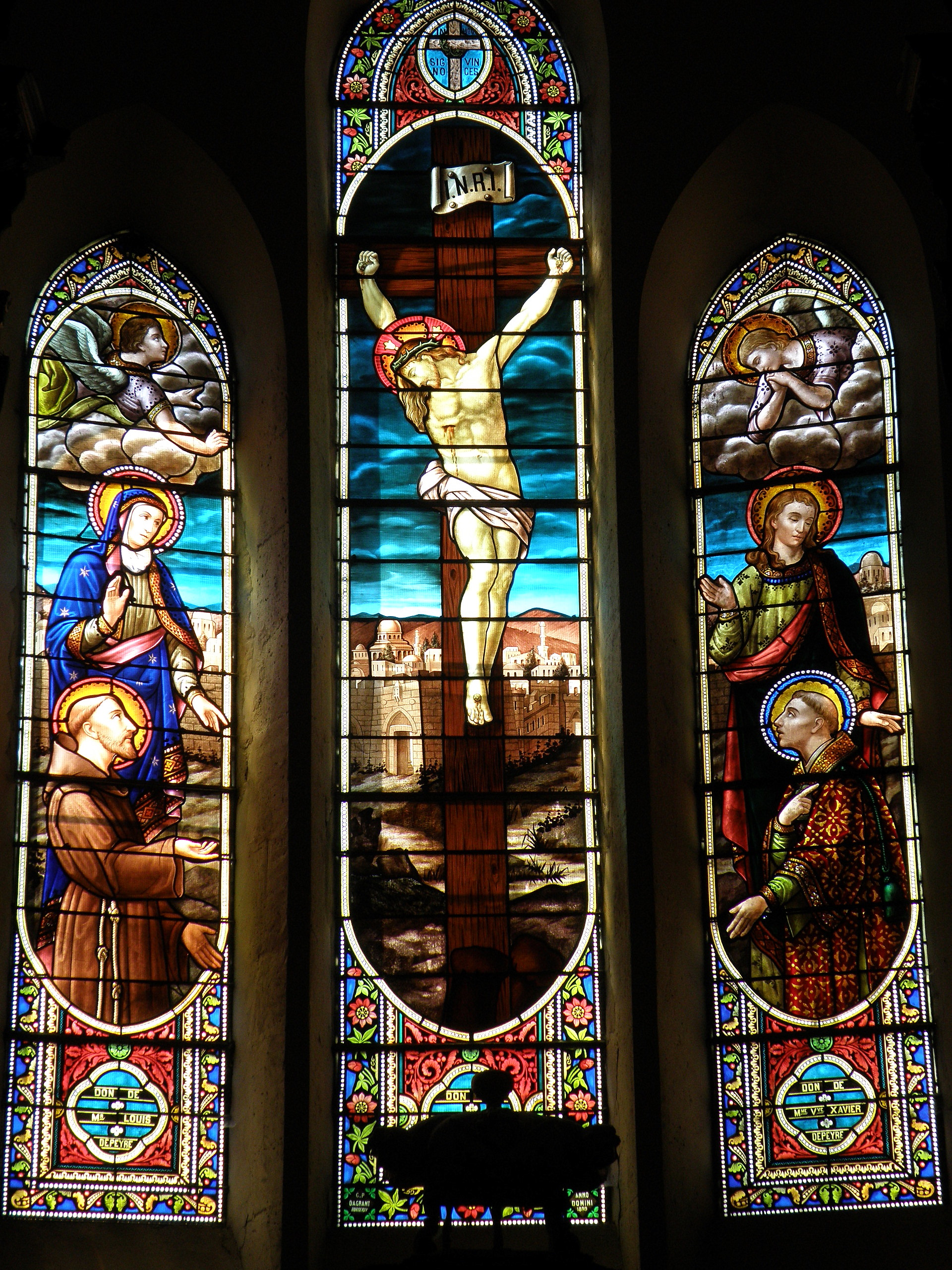
Bleiglasfenster im Chor

### Burgruine Cessac

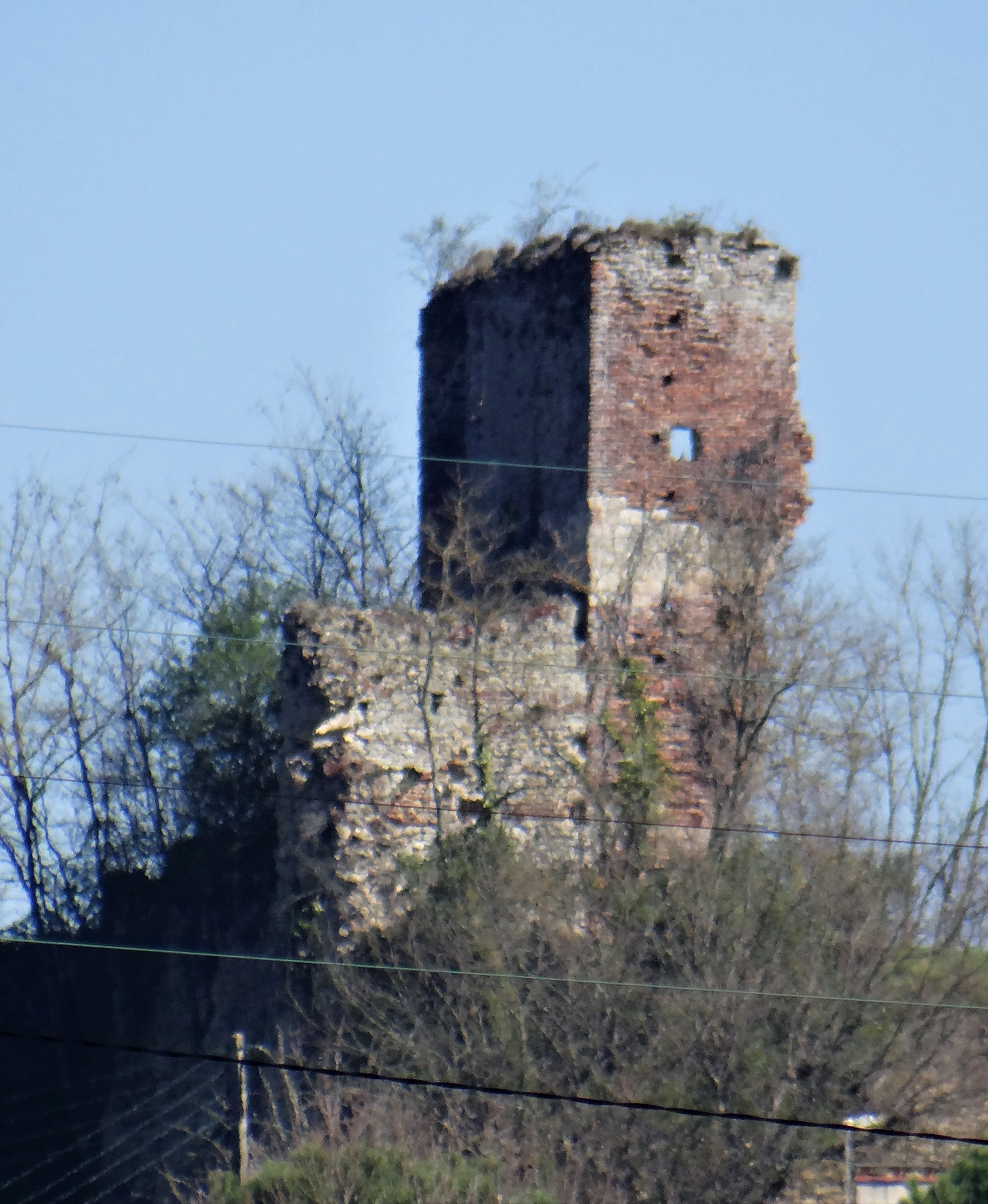
Burgruine Cessac

Die Burg Cessac wurde der Familie Béral im Gegenzug zu einer Leihe übergeben, die der Bischof Guillaume de Cardaillac (1208–1235) vereinbart hatte, um den Albigenserkreuzzug zu finanzieren. Die erste Erwähnung des Lehens erfolgte erst in der Mitte des 13. Jahrhunderts. Im Jahre 1254 übergab Hugues de Crayssac, Mitglied eines Nebenzweig der Barone von Luzech, seine Rechte über Cessac an Gaucelm de Jean und Arnal I. Béral. Das Lehen war im Jahre 1260 belegt im Besitz von Arnal I. Béral unter der Oberhoheit des Bischofs von Cahors. Am Ende des 13. Jahrhunderts war Cessac in den Händen von Arnal II., Leutnant des Seneschalls des Quercy, Sohn von Arnal I. Béral und Sébélie de Jean und Bruder von Hélène, die Mutter des Papstes Johannes XXII. Sein Sohn Raimond war vermutlich der Erbauer der Burg in den 1330er Jahren.
Während des Hundertjährigen Krieges besaß die Burg auch aufgrund der Nähe zu Cahors eine strategische Bedeutung. Zwischen 1360 und 1424 wurde sie zweimal von englischen Truppen besetzt trotz größter Anstrengungen der Bewohner von Cahors, sie unter ihre Kontrolle zu halten. Im Jahre 1383 ermahnten die Konsuln Arnal III. Béral, auf seine Burg aufzupassen. Im Jahre 1424 beschlossen sie, die erneut genommene Burg zu schleifen. Da Jean de Béral keine Nachkommen hatte überließ er 1443 Cessac an seinen Cousin Raimond de Cazillac mit der Auflage, den Namen und das Wappen der Béral fortzuführen. Bis zum Ende des 15. Jahrhunderts wohnte die Familie Cazillac-Cessac nicht mehr im Quercy. Im Jahre 1498 heiratete Gilles de Cazillac-Cessac Marguerite de Luzech und vermutlich in der gleichen Zeit sind umfangreiche Instandsetzungsarbeiten durchgeführt worden. Das Wohngebäude wurde demnach im Jahre 1424 nicht abgerissen und Spuren von später stattgefundenen Arbeiten belegen, das es noch eine längere Zeit bewohnt wurde. Im Jahre 1679 starb der letzte Baron de Cazillac, der trotz zweier Ehefrauen nur zwei Töchter hatte. Eine von diesen verkaufte das Anwesen im Jahre 1689 an Godefroy de La Tour d’Auvergne, Herzog von Bouillon und Vicomte von Turenne. Im Jahre 1738 übergab das Haus Turenne seine Baronate von Cessac und Cazillac an den französischen König Ludwig XV.
Die Burg nimmt den äußersten Rand einer Erhebung ein, deren Länge circa 400 Meter beträgt und riegelt mit ihrer Lage einen Isthmus einer Flussschlinge des Lot ab. Abgetrennt vom Rest der Anhöhe durch einen Graben, begrenzen die Überbleibsel der Burg eine rechteckige Terrasse von 70 m × 30 m, flankiert von viereckigen Türmen und einem runden Turm und umsäumt von Mauern mit einer Dicke von mehr als zwei Metern. Das äußerste östliche Ende der Anlage wurde in den 1980er Jahren eingeebnet, als die dort vorbeilaufende Route départementale verbreitert wurde. Ein markantes Rudiment ist der Rest eines Bergfrieds gegenüber dem Graben auf der Westseite, der im Wesentlichen aus Mauerziegeln errichtet wurde. Von diesem sind die westliche Fassade und kurze Stücke an der Nord- und Südseite vorhanden, die erlauben, ein rechteckiges Bauwerk zu rekonstruieren mit einer Länge von 11,85 m und einer Breite von 8 m. Die Dicke der südlichen Wand mit 2,20 m ist höher als die der anderen Seiten mit ungefähr 1,45 m. Ein mit spitzem Tonnengewölbe ausgestatteter Saal füllt das Erdgeschoss aus. Eine Treppe in der südlichen Wand erklärt vermutlich das Fehlen der Dicke der Wände. Der Boden des ersten Geschosses befindet sich auf ungefähr sieben Metern Höhe. Eine Kreuzscharte ist in einer rundbogenförmigen Nische an der Westseite zu sehen. Es fehlen keinerlei sichere Indizien, um ein zweites Obergeschoss zu rekonstruieren.

### Schloss Carriol
Es wurde im 14. Jahrhundert auf den Fundamenten eines früheren Baus aus dem Mittelalter hoch über dem Tal des Lot errichtet. Mit seinem Wachtturm kontrollierte es die Schifffahrt auf dem Fluss. Im Fall eines Alarms diente eine Glocke, die Garnison der nahegelegenen Burg Cessac zu warnen. Das Schloss befindet sich in Privatbesitz und ist nur von außen zu besichtigen.

### Schloss Le Moulinat
Es handelt sich um ein Herrenhaus aus dem 17. Jahrhundert auf der gleichen Flussschleife wie das Schloss Carriol und die Burg Cessac. Von der Geschichte des Hauses ist nichts bekannt, da es in den Aufzeichnungen nicht erwähnt wird. Es ist eingebettet in einen baumbestandenen Park und von Weinbergen und Gemüsegärten umsäumt. Heute werden in dem Anwesen Ferienwohnungen (Gîtes) vermietet.

## Wirtschaft und Infrastruktur

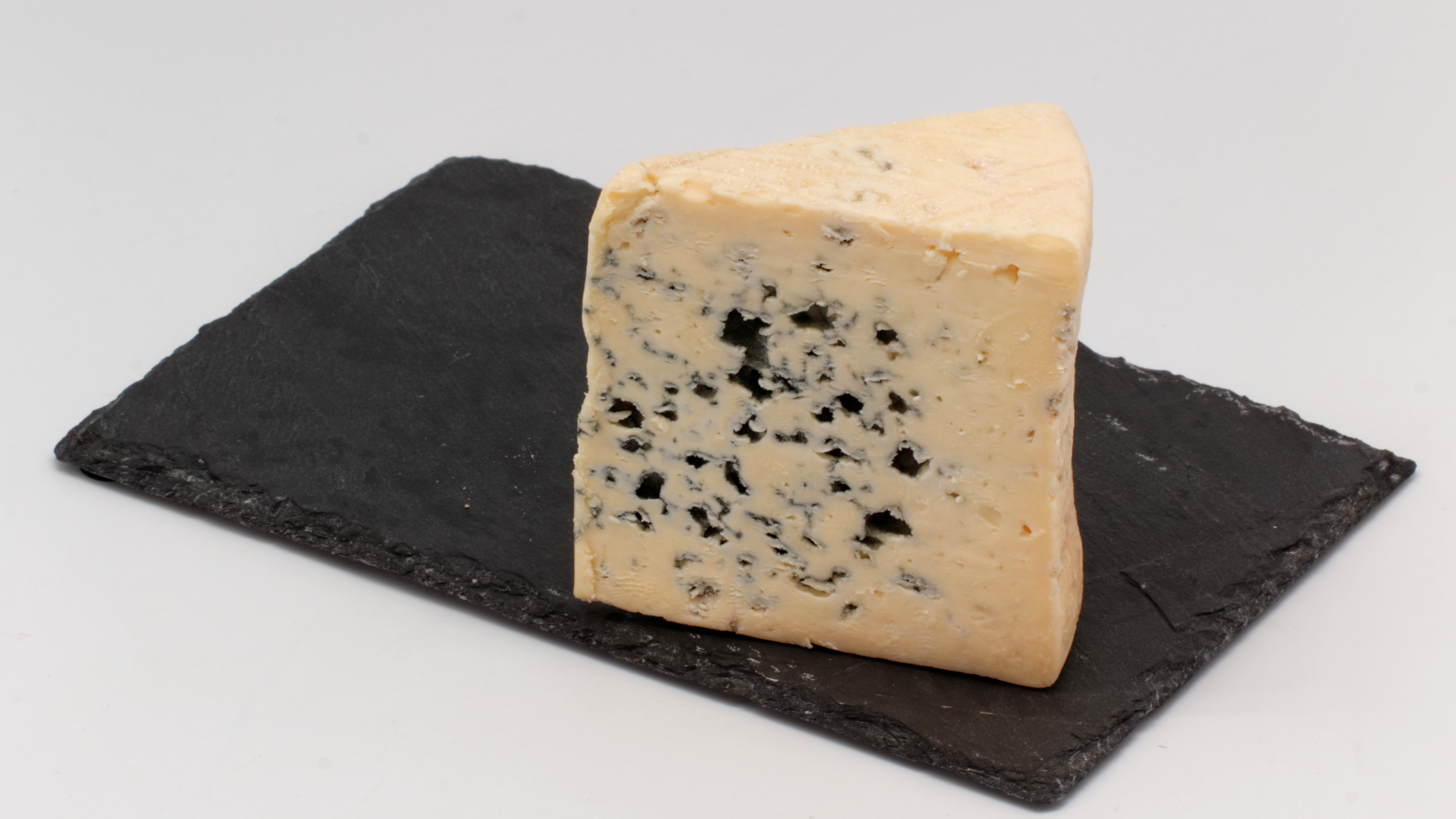
Blauschimmelkäse Bleu des Causses
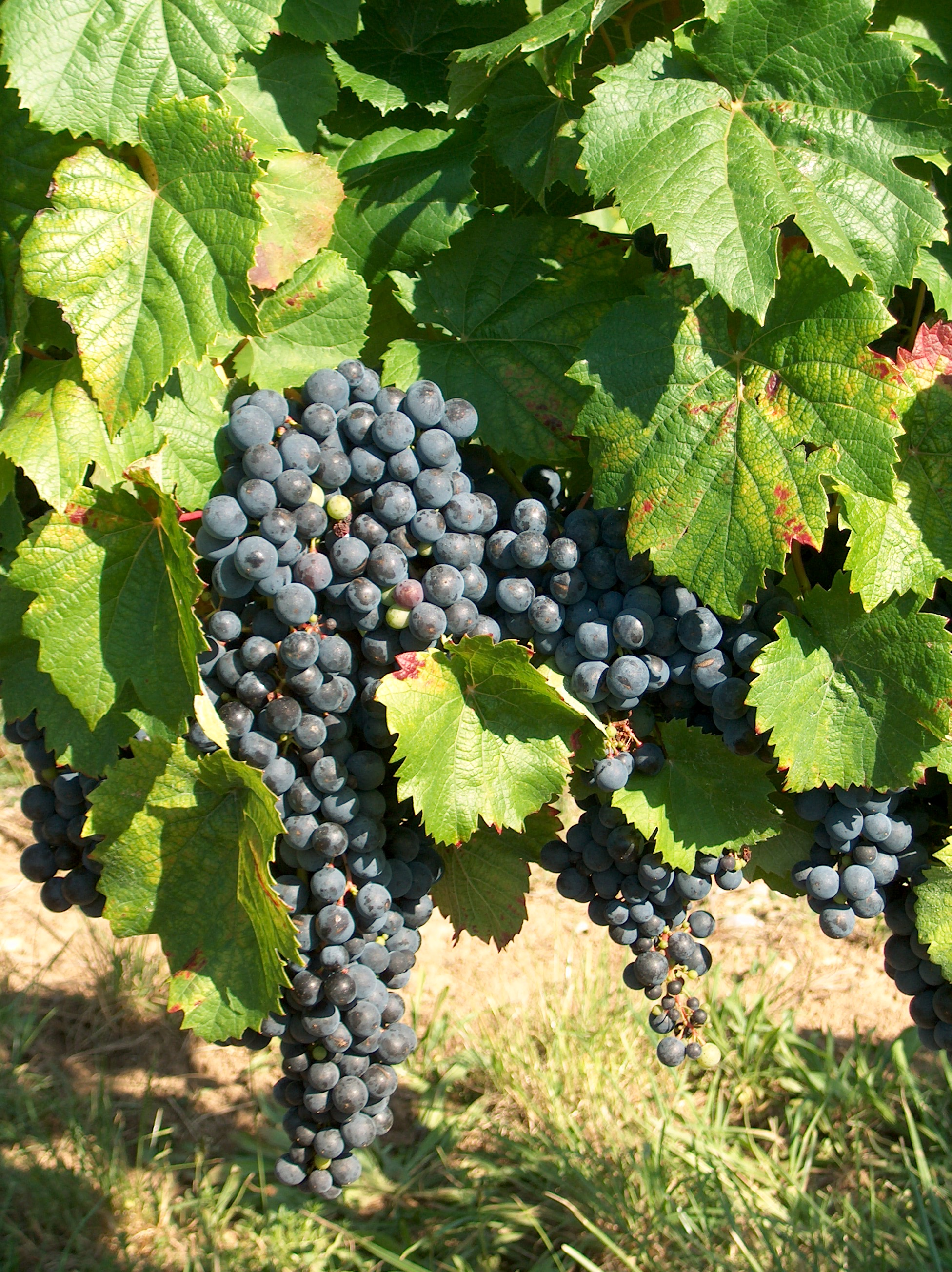
Weinrebe der AOC Cahors
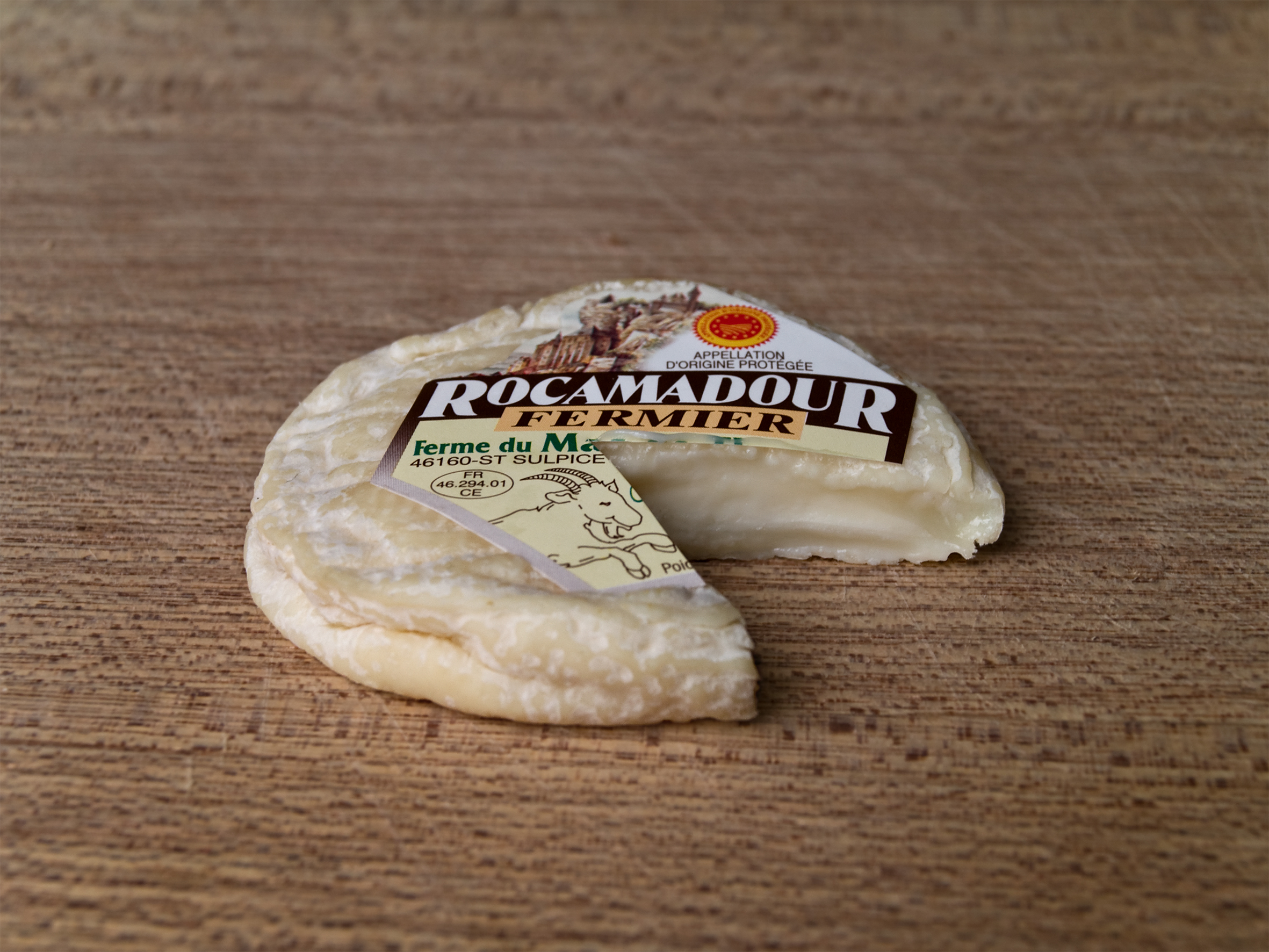
Rocamadour-Käse

Douelle liegt in den Zonen AOC
- des Blauschimmelkäses Bleu des Causses,
- des Cahors-Weins,
- des Rocamadour, eines Käses aus Ziegenmilch,
- der Noix du Périgord, der Walnüsse des Périgord, und
- des Nussöls des Périgord.[14]

### Bildung
Die Gemeinde verfügt über eine öffentliche Vor- und Grundschule.

### Sport und Freizeit
Der GR 36, ein Fernwanderweg von Ouistreham im Département Calvados nach Bourg-Madame im Département Pyrénées-Orientales, durchquert das Gebiet der Gemeinde.

### Verkehr
Douelle ist erreichbar über die Routes départementales 8 und 12.
Außerdem ist die Gemeinde über eine Linie des Busnetzes Lignes intermodales d’Occitanie von Cahors nach Monsempron-Libos mit anderen Gemeinden des Départements verbunden.

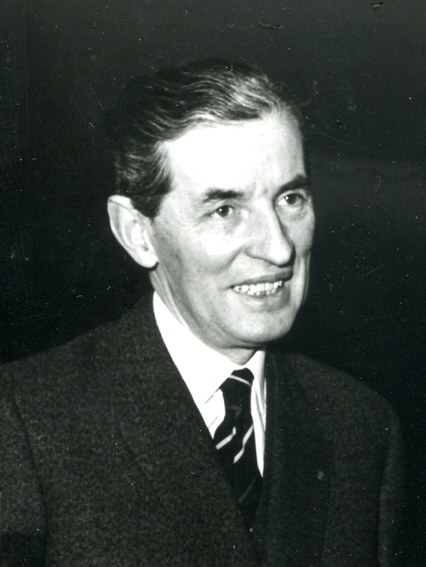
Jean Fourastié

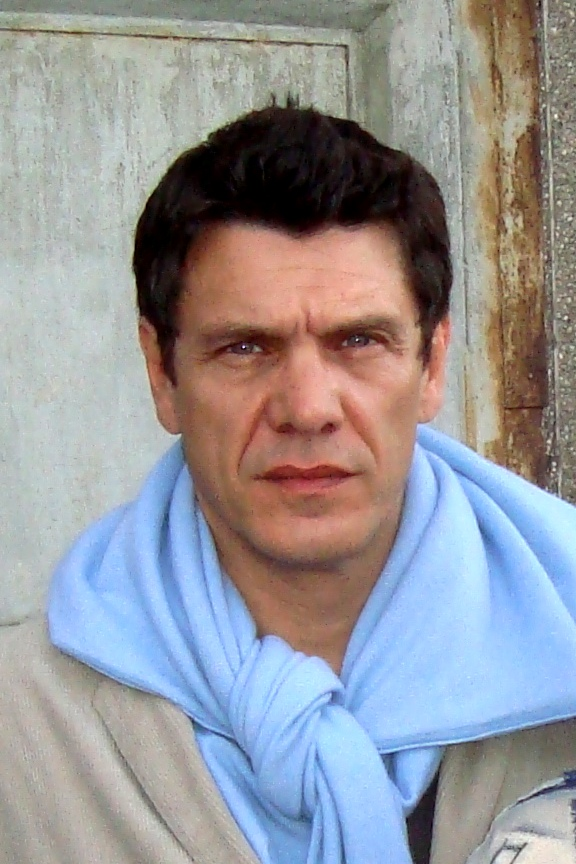
Marc Lavoine im Jahre 2011

## Persönlichkeiten
- Jean Fourastié, geboren am 15. April 1907 in Saint-Benin-d’Azy im Département Nièvre, gestorben am 25. Juli 1990 in Douelle, war ein französischer Ökonom und Mitentwickler der Drei-Sektoren-Hypothese für die wirtschaftliche Entwicklung eines Staates. Er verbrachte seine Jugend in Douelle[18]

- Marc Lavoine, geboren am 6. August 1962 in Longjumeau im heutigen Département Essonne, ist ein französischer Chansonnier, Komponist und Filmschauspieler. Er lebt zeitweise in Douelle.[19]

- Michel Raynal, geboren am 16. Januar 1949 in Douelle, ist ein französischer Computerspezialist auf dem Gebiet der verteilten Systeme.